# Lista de prêmios e indicações recebidos por Twice
Esta é uma lista de prêmios e indicações recebidos por Twice, um grupo feminino sul-coreano formado em 2015 pela JYP Entertainment. Twice recebeu um total de 117 prêmios de  307 indicações.

## Coreano

### Asia Artist Awards
| Edição | Ano  | Destinatário                                     | Prêmio | Resultado | Ref.  |
| ------ | ---- | ------------------------------------------------ | ------ | --------- | ----- |
| 1º     | 2016 | Prêmio de Popularidade - Cantor                  | Twice  | Indicado  | [ 1 ] |
| 1º     | 2016 | Prêmio de Melhor Artista - Cantor                | Twice  | Venceu    | [ 1 ] |
| 2º     | 2017 | Prêmio de Popularidade - Cantor                  | Twice  | Indicado  | [ 1 ] |
| 3º     | 2018 | Prêmio Fabuloso - Cantor                         | Twice  | Venceu    | [ 2 ] |
| 3º     | 2018 | Prêmio de Popularidade - Cantor                  | Twice  | Indicado  | [ 2 ] |
| 3º     | 2018 | Artista do Ano - Música                          | Twice  | Venceu    | [ 2 ] |
| 3º     | 2018 | Prêmio de Melhor Artista - Cantor                | Twice  | Venceu    | [ 2 ] |
| 4º     | 2019 | Cantor do ano (Daesang)                          | Twice  | Venceu    | [ 3 ] |
| 4º     | 2019 | Prêmio Melhor Artista Social - Música            | Twice  | Venceu    | [ 3 ] |
| 4º     | 2019 | Prêmio de Popularidade - Cantor                  | Twice  | Indicado  | [ 3 ] |
| 4º     | 2019 | Prêmio de Popularidade StarNews - Grupo Feminino | Twice  | Indicado  | [ 3 ] |

### Gaon Chart Music Awards
| Edição | Ano  | Destinatário                | Prêmio                 | Resultado | Ref.          |
| ------ | ---- | --------------------------- | ---------------------- | --------- | ------------- |
| 5 ª    | 2016 | Novo Artista do Ano         | Twice                  | Indicado  | [ 4 ]         |
| 6º     | 2017 | Álbum do Ano - 2º Trimestre | Page Two               | Indicado  | [ 5 ]         |
| 6º     | 2017 | Canção do Ano - Abril       | "Cheer Up"             | Venceu    | [ 6 ]         |
| 6º     | 2017 | Canção do Ano - Outubro     | "TT"                   | Venceu    | [ 7 ]         |
| 7º     | 2018 | Álbum do Ano - 1º Trimestre | Twicecoaster: Lane 2   | Indicado  | [ 8 ]         |
| 7º     | 2018 | Álbum do Ano - 2º Trimestre | Signal                 | Indicado  | [ 8 ]         |
| 7º     | 2018 | Álbum do Ano - 4º Trimestre | Twicetagram            | Indicado  | [ 8 ]         |
| 7º     | 2018 | Canção do ano - fevereiro   | "Knock Knock"          | Venceu    | [ 9 ] [ 10 ]  |
| 7º     | 2018 | Canção do Ano - Maio        | "Signal"               | Indicado  | [ 9 ] [ 10 ]  |
| 7º     | 2018 | Canção do Ano - Outubro     | "Likey"                | Indicado  | [ 9 ] [ 10 ]  |
| 7º     | 2018 | Canção do ano - dezembro    | "Heart Shaker"         | Venceu    | [ 9 ] [ 10 ]  |
| 8ª     | 2019 | Álbum do Ano - 2º Trimestre | What Is Love?          | Indicado  | [ 11 ]        |
| 8ª     | 2019 | Álbum do Ano - 3º Trimestre | Summer Nights          | Indicado  | [ 11 ]        |
| 8ª     | 2019 | Álbum do Ano - 4º Trimestre | Yes or Yes             | Indicado  | [ 11 ]        |
| 8ª     | 2019 | Canção do Ano - Abril       | "Whats is Love?"       | Venceu    | [ 12 ] [ 13 ] |
| 8ª     | 2019 | Canção do ano - julho       | "Dance the Night Away" | Venceu    | [ 12 ] [ 13 ] |
| 8ª     | 2019 | Canção do ano - novembro    | "Yes or Yes"           | Indicado  | [ 12 ] [ 13 ] |
| 9º     | 2020 | Álbum do Ano - 2º Trimestre | Fancy You              | Indicado  | [ 14 ]        |
| 9º     | 2020 | Álbum do Ano - 3º Trimestre | Feel Special           | Indicado  | [ 14 ]        |
| 9º     | 2020 | Canção do Ano - Abril       | "Fancy"                | Indicado  | [ 15 ]        |

### Genie Music Awards
| Edição | Ano  | Destinatário                           | Prêmio            | Resultado | Ref.          |
| ------ | ---- | -------------------------------------- | ----------------- | --------- | ------------- |
| 1º     | 2018 | O Melhor Artista                       | Twice             | Indicado  | [ 16 ] [ 17 ] |
| 1º     | 2018 | O artista mais vendido                 | Twice             | Venceu    | [ 16 ] [ 17 ] |
| 1º     | 2018 | O Grupo Feminino                       | Twice             | Venceu    | [ 16 ] [ 17 ] |
| 1º     | 2018 | Melhor Performance Global              | Twice             | Venceu    | [ 16 ] [ 17 ] |
| 1º     | 2018 | Prêmio de popularidade da música Genie | Twice             | Indicado  | [ 16 ] [ 17 ] |
| 1º     | 2018 | The Top Music                          | "Whats is Love? " | Indicado  | [ 16 ] [ 17 ] |
| 1º     | 2018 | O Artista - Feminino                   | "Whats is Love? " | Indicado  | [ 16 ] [ 17 ] |
| 2º     | 2019 | O Melhor Artista                       | Twice             | Indicado  | [ 18 ] [ 19 ] |
| 2º     | 2019 | O artista mais vendido                 | Twice             | Venceu    | [ 18 ] [ 19 ] |
| 2º     | 2019 | O Grupo Feminino                       | Twice             | Venceu    | [ 18 ] [ 19 ] |
| 2º     | 2019 | O Artista - Feminino                   | Twice             | Indicado  | [ 18 ] [ 19 ] |
| 2º     | 2019 | Prêmio de popularidade da música Genie | Twice             | Indicado  | [ 18 ] [ 19 ] |
| 2º     | 2019 | Prêmio Global de Popularidade          | Twice             | Indicado  | [ 18 ] [ 19 ] |

### Golden Disc Awards
| Edição | Ano  | Destinatário                                        | Prêmio               | Resultado | Ref.                 |
| ------ | ---- | --------------------------------------------------- | -------------------- | --------- | -------------------- |
| 30     | 2016 | Prêmio de Novato do Ano                             | Twice                | Venceu    | [ 20 ] [ 21 ]        |
| 30     | 2016 | Prêmio de popularidade                              | Twice                | Indicado  | [ 20 ] [ 21 ]        |
| 30     | 2016 | Prêmio Global de Popularidade                       | Twice                | Indicado  | [ 20 ] [ 21 ]        |
| 31     | 2017 | Album Bonsang                                       | Twicecoaster: Lane 1 | Indicado  | [ 22 ]               |
| 31     | 2017 | Digital Daesang                                     | "Cheer Up"           | Venceu    | [ 22 ]               |
| 31     | 2017 | Digital Bonsang                                     | "Cheer Up"           | Venceu    | [ 22 ]               |
| 31     | 2017 | Prêmio de popularidade                              | Twice                | Indicado  | [ 22 ]               |
| 31     | 2017 | Prêmio de popularidade da Asian Choice              | Twice                | Indicado  | [ 22 ]               |
| 32º    | 2018 | Álbum Daesang                                       | Twicetagram          | Indicado  | [ 23 ]               |
| 32º    | 2018 | Album Bonsang                                       | Twicetagram          | Venceu    | [ 23 ]               |
| 32º    | 2018 | Digital Daesang                                     | "Knock Knock"        | Indicado  | [ 23 ]               |
| 32º    | 2018 | Digital Bonsang                                     | "Knock Knock"        | Venceu    | [ 23 ]               |
| 32º    | 2018 | Prêmio CeCi Asia Icon                               | Twice                | Venceu    | [ 23 ]               |
| 32º    | 2018 | Prêmio Genius de popularidade                       | Twice                | Indicado  | [ 23 ]               |
| 32º    | 2018 | Prêmio Global de Popularidade                       | Twice                | Indicado  | [ 23 ]               |
| 33º    | 2019 | Álbum Daesang                                       | Whats is Love?       | Indicado  | [ 24 ] [ 25 ]        |
| 33º    | 2019 | Album Bonsang                                       | Whats is Love?       | Venceu    | [ 24 ] [ 25 ]        |
| 33º    | 2019 | Digital Daesang                                     | "Heart Shaker"       | Indicado  | [ 24 ] [ 25 ]        |
| 33º    | 2019 | Digital Bonsang                                     | "Heart Shaker"       | Venceu    | [ 24 ] [ 25 ]        |
| 33º    | 2019 | Prêmio de popularidade                              | Twice                | Indicado  | [ 24 ] [ 25 ]        |
| 33º    | 2019 | Prêmio Global de Popularidade da NetEase Music Star | Twice                | Indicado  | [ 24 ] [ 25 ]        |
| 34     | 2020 | Álbum Daesang                                       | Feel Special         | Indicado  | [ 26 ] [ 27 ] [ 28 ] |
| 34     | 2020 | Album Bonsang                                       | Feel Special         | Venceu    | [ 26 ] [ 27 ] [ 28 ] |
| 34     | 2020 | Digital Daesang                                     | "Yes or Yes"         | Indicado  | [ 26 ] [ 27 ] [ 28 ] |
| 34     | 2020 | Digital Bonsang                                     | "Yes or Yes"         | Venceu    | [ 26 ] [ 27 ] [ 28 ] |
| 34     | 2020 | Prêmio de Artista Cosmopolita                       | Twice                | Venceu    | [ 26 ] [ 27 ] [ 28 ] |
| 34     | 2020 | Prêmio de popularidade                              | Twice                | Indicado  | [ 26 ] [ 27 ] [ 28 ] |
| 34     | 2020 | Prêmio Star Star K-pop da NetEase Music             | Twice                | Indicado  | [ 26 ] [ 27 ] [ 28 ] |

| Edição | Ano  | Destinatário             | Prêmio           | Resultado | Ref.   |
| ------ | ---- | ------------------------ | ---------------- | --------- | ------ |
| 1º     | 2018 | Melhor álbum             | Happy Happy      | Indicado  | [ 29 ] |
| 1º     | 2018 | Melhor Artista           | Twice            | Indicado  | [ 29 ] |
| 1º     | 2018 | Prêmio Bonsang           | Twice            | Venceu    | [ 29 ] |
| 1º     | 2018 | Prêmio de popularidade   | Twice            | Indicado  | [ 29 ] |
| 1º     | 2018 | Melhor Canção Digital    | " Heart Shaker " | Venceu    | [ 29 ] |
| 1º     | 2018 | Prêmio de Dança de Grupo | " Heart Shaker " | Indicado  | [ 29 ] |

### Mnet Asian Music Awards
| Edição | Ano  | Destinatário                                 | Prêmio           | Resultado | Ref.                 |
| ------ | ---- | -------------------------------------------- | ---------------- | --------- | -------------------- |
| 17º    | 2015 | Artista do Ano                               | Twice            | Indicado  | [ 30 ]               |
| 17º    | 2015 | Melhor Artista Feminina Nova                 | Twice            | Venceu    | [ 30 ]               |
| 18     | 2016 | Álbum do Ano                                 | Page Two         | Indicado  | [ 31 ] [ 32 ] [ 33 ] |
| 18     | 2016 | Artista do Ano                               | Twice            | Indicado  | [ 31 ] [ 32 ] [ 33 ] |
| 18     | 2016 | Melhor Grupo Feminino                        | Twice            | Venceu    | [ 31 ] [ 32 ] [ 33 ] |
| 18     | 2016 | Artista favorito mundial                     | Twice            | Indicado  | [ 31 ] [ 32 ] [ 33 ] |
| 18     | 2016 | Canção do Ano                                | "Cheer Up"       | Venceu    | [ 31 ] [ 32 ] [ 33 ] |
| 18     | 2016 | Melhor Performance de Dança - Grupo Feminino | "Cheer Up"       | Indicado  | [ 31 ] [ 32 ] [ 33 ] |
| 19     | 2017 | Álbum do Ano                                 | Signal           | Indicado  | [ 34 ] [ 35 ] [ 36 ] |
| 19     | 2017 | Artista do Ano                               | Twice            | Indicado  | [ 34 ] [ 35 ] [ 36 ] |
| 19     | 2017 | Melhor Grupo Feminino                        | Twice            | Indicado  | [ 34 ] [ 35 ] [ 36 ] |
| 19     | 2017 | 2017 KPOP Favorite Star                      | Twice            | Indicado  | [ 34 ] [ 35 ] [ 36 ] |
| 19     | 2017 | Canção do Ano                                | "Signal"         | Venceu    | [ 34 ] [ 35 ] [ 36 ] |
| 19     | 2017 | Melhor videoclipe                            | "Signal"         | Indicado  | [ 34 ] [ 35 ] [ 36 ] |
| 19     | 2017 | Melhor Performance de Dança - Grupo Feminino | "Signal"         | Venceu    | [ 34 ] [ 35 ] [ 36 ] |
| 20     | 2018 | Álbum do Ano                                 | Whats is Love?   | Indicado  | [ 37 ] [ 38 ]        |
| 20     | 2018 | Artista do Ano                               | Duas vezes       | Indicado  | [ 37 ] [ 38 ]        |
| 20     | 2018 | Ícone mundial do ano                         | Duas vezes       | Indicado  | [ 37 ] [ 38 ]        |
| 20     | 2018 | Melhor Grupo Feminino                        | Duas vezes       | Venceu    | [ 37 ] [ 38 ]        |
| 20     | 2018 | Top 10 dos fãs em todo o mundo               | Duas vezes       | Venceu    | [ 37 ] [ 38 ]        |
| 20     | 2018 | Artista de dança favorito - Feminino         | Duas vezes       | Venceu    | [ 37 ] [ 38 ]        |
| 20     | 2018 | Canção do Ano                                | "Whats is Love?" | Venceu    | [ 37 ] [ 38 ]        |
| 20     | 2018 | Melhor videoclipe                            | "Whats is Love?" | Indicado  | [ 37 ] [ 38 ]        |
| 20     | 2018 | Melhor Performance de Dança - Grupo Feminino | "Whats is Love?" | Venceu    | [ 37 ] [ 38 ]        |
| 20     | 2018 | Vídeo musical favorito                       | "Whats is Love?" | Indicado  | [ 37 ] [ 38 ]        |
| 21     | 2019 | Álbum do Ano                                 | Fancy You        | Indicado  | [ 39 ] [ 40 ]        |
| 21     | 2019 | Artista do Ano                               | Twice            | Indicado  | [ 39 ] [ 40 ]        |
| 21     | 2019 | Ícone mundial do ano                         | Twice            | Indicado  | [ 39 ] [ 40 ]        |
| 21     | 2019 | Melhor Grupo Feminino                        | Twice            | Venceu    | [ 39 ] [ 40 ]        |
| 21     | 2019 | Top 10 dos fãs em todo o mundo               | Twice            | Venceu    | [ 39 ] [ 40 ]        |
| 21     | 2019 | Artista Feminina Favorita Qoo10 de 2019      | Twice            | Venceu    | [ 39 ] [ 40 ]        |
| 21     | 2019 | Canção do Ano                                | "Fancy"          | Indicado  | [ 39 ] [ 40 ]        |
| 21     | 2019 | Melhor Performance de Dança - Grupo Feminino | "Fancy"          | Venceu    | [ 39 ] [ 40 ]        |

### Seoul Music Awards
| Edição | Ano  | Destinatário                                     | Prêmio     | Resultado | Ref.   |
| ------ | ---- | ------------------------------------------------ | ---------- | --------- | ------ |
| 25º    | 2016 | Prêmio Bonsang                                   | Twice      | Indicado  | [ 41 ] |
| 25º    | 2016 | Prêmio Novo Artista                              | Twice      | Indicado  | [ 41 ] |
| 25º    | 2016 | Prêmio de popularidade                           | Twice      | Indicado  | [ 41 ] |
| 25º    | 2016 | Prêmio Especial Hallyu                           | Twice      | Indicado  | [ 41 ] |
| 26     | 2017 | Registro do Ano em Lançamento Digital            | "Cheer Up" | Venceu    | [ 42 ] |
| 26     | 2017 | Prêmio Daesang                                   | Twice      | Indicado  | [ 42 ] |
| 26     | 2017 | Prêmio Bonsang                                   | Twice      | Venceu    | [ 42 ] |
| 26     | 2017 | Prêmio de Performance de Dança Feminina          | Twice      | Venceu    | [ 42 ] |
| 26     | 2017 | Prêmio de popularidade                           | Twice      | Indicado  | [ 42 ] |
| 26     | 2017 | Prêmio Especial Hallyu                           | Twice      | Indicado  | [ 42 ] |
| 27º    | 2018 | Prêmio Daesang                                   | Twice      | Indicado  | [ 43 ] |
| 27º    | 2018 | Prêmio Bonsang                                   | Twice      | Venceu    | [ 43 ] |
| 27º    | 2018 | Prêmio de popularidade                           | Twice      | Indicado  | [ 43 ] |
| 27º    | 2018 | Prêmio Especial Hallyu                           | Twice      | Indicado  | [ 43 ] |
| 28     | 2019 | Prêmio Daesang                                   | Twice      | Indicado  | [ 44 ] |
| 28     | 2019 | Prêmio Bonsang                                   | Twice      | Venceu    | [ 44 ] |
| 28     | 2019 | Prêmio de popularidade                           | Twice      | Indicado  | [ 44 ] |
| 28     | 2019 | Prêmio Especial Hallyu                           | Twice      | Indicado  | [ 44 ] |
| 29     | 2020 | Prêmio Daesang                                   | Twice      | Indicado  | [ 45 ] |
| 29     | 2020 | Prêmio Bonsang                                   | Twice      | Venceu    | [ 45 ] |
| 29     | 2020 | Prêmio de popularidade                           | Twice      | Indicado  | [ 46 ] |
| 29     | 2020 | Prêmio Especial Hallyu                           | Twice      | Indicado  | [ 46 ] |
| 29     | 2020 | Prêmio QQ Music de Artista Mais Popular de K-Pop | Twice      | Indicado  | [ 47 ] |

### Soribada Melhor K-Music Awards
| Edição | Ano  | Destinatário                    | Prêmio | Resultado | Ref.   |
| ------ | ---- | ------------------------------- | ------ | --------- | ------ |
| 1º     | 2017 | Prêmio Digital Daesang          | Twice  | Venceu    | [ 48 ] |
| 1º     | 2017 | Prêmio Bonsang                  | Twice  | Venceu    | [ 48 ] |
| 1º     | 2017 | Prêmio de popularidade          | Twice  | Indicado  | [ 48 ] |
| 2º     | 2018 | Prêmio Digital Daesang          | Twice  | Venceu    | [ 49 ] |
| 2º     | 2018 | Prêmio Bonsang                  | Twice  | Venceu    | [ 49 ] |
| 2º     | 2018 | Prêmio de popularidade feminina | Twice  | Indicado  | [ 49 ] |
| 2º     | 2018 | Prêmio Global Fandom            | Twice  | Indicado  | [ 49 ] |
| 3º     | 2019 | Música do Ano                   | Twice  | Venceu    | [ 50 ] |
| 3º     | 2019 | Prêmio Bonsang                  | Twice  | Venceu    | [ 50 ] |
| 3º     | 2019 | Prêmio de popularidade feminina | Twice  | Venceu    | [ 50 ] |

### The Fact Music Awards
| Edição | Ano  | Destinatário             | Prêmio | Resultado | Ref.   |
| ------ | ---- | ------------------------ | ------ | --------- | ------ |
| 1º     | 2018 | Artista do ano (Bonsang) | Twice  | Venceu    | [ 51 ] |
| 1º     | 2018 | Ícone mundial            | Twice  | Venceu    | [ 51 ] |
| 2º     | 2019 | Artista do ano (Bonsang) | Twice  | Venceu    | [ 52 ] |

## Internacional

### Japan Record Awards
| Edição | Ano  | Prêmio                   | Destinatário | Resultado | Ref.   |
| ------ | ---- | ------------------------ | ------------ | --------- | ------ |
| 60     | 2021 | Melhor Instagram         | Twice        | Indicado  | [ 53 ] |
| 60     | 2021 | Melhor câmera de celular | Twice        | Venceu    | [ 53 ] |

### Japan Gold Disc Award
| Edição | Ano  | Destinatário                        | Prêmio                 | Resultado | Ref.   |
| ------ | ---- | ----------------------------------- | ---------------------- | --------- | ------ |
| 32º    | 2018 | Novo artista do ano (Ásia)          | Twice                  | Venceu    | [ 54 ] |
| 32º    | 2018 | Os 3 melhores artistas novos (Ásia) | Twice                  | Venceu    | [ 54 ] |
| 32º    | 2018 | Álbum do Ano (Ásia)                 | #Twice                 | Venceu    | [ 55 ] |
| 32º    | 2018 | Os 3 melhores álbuns (Ásia)         | #Twice                 | Venceu    | [ 55 ] |
| 32º    | 2018 | Música do ano por Download (Ásia)   | "TT (versão japonesa)" | Venceu    | [ 56 ] |
| 33º    | 2019 | Os 3 melhores álbuns (Ásia)         | BDZ                    | Venceu    | [ 57 ] |
| 33º    | 2019 | Música do ano por Download (Ásia)   | "Candy Pop"            | Venceu    | [ 58 ] |

### MTV Europe Music Awards
| Edição | Ano  | Destinatário           | Prêmio | Resultado | Ref. |
| ------ | ---- | ---------------------- | ------ | --------- | ---- |
| 23     | 2016 | Melhor Atuação Coreana | Twice  | Indicado  |      |

### Leila awards
| Edição | Ano  | Destinatário | Prêmio        | Resultado | Ref.          |
| ------ | ---- | ------------ | ------------- | --------- | ------------- |
| 12º    | 2021 | Nayeon       | Melhor Dentes | Venceu    | [ 59 ] [ 60 ] |

### Prêmios Spotify
| Edição | Ano  | Destinatário                              | Prêmio | Resultado | Ref.   |
| ------ | ---- | ----------------------------------------- | ------ | --------- | ------ |
| 1º     | 2020 | Artista mais ouvida: K-Pop Artist: Female | Twice  | Indicado  | [ 61 ] |

| Edição | Ano  | Destinatário        | Prêmio | Resultado | Ref.   |
| ------ | ---- | ------------------- | ------ | --------- | ------ |
| 12º    | 2019 | Melhor K-pop do Ano | Twice  | Indicado  | [ 62 ] |

| Ano                                                    | Destinatário                                     | Prêmio               | Resultado | Ref.          |
| ------------------------------------------------------ | ------------------------------------------------ | -------------------- | --------- | ------------- |
| Simply K-Pop Awards                                    |                                                  |                      |           |               |
| 2015                                                   | Best Rising Star Girl Group                      | Twice                | Venceu    | [ 63 ]        |
| 2016                                                   | Best Performance Girl Group                      | "Cheer Up"           | Venceu    | [ 64 ]        |
| Philippine K-pop Awards                                |                                                  |                      |           |               |
| 2015                                                   | Rookie of the Year – Female                      | Twice                | Venceu    | [ 65 ]        |
| 2016                                                   | Best Female Group                                | Twice                | Venceu    | [ 66 ]        |
| 2016                                                   | Song of the Year                                 | "Cheer Up"           | Venceu    | [ 66 ]        |
| 2017                                                   | Song of the Year                                 | "Likey"              | Venceu    | [ 67 ]        |
| 2019                                                   | Best Female Group                                | Twice                | Venceu    | [ 68 ]        |
| InStyle Star Icon                                      |                                                  |                      |           |               |
| 2016                                                   | Next Generation Girl Group                       | Twice                | Indicado  | [ 69 ]        |
| Korean Consumer Forum Award                            |                                                  |                      |           |               |
| 2016                                                   | Korea's Brand of the Year                        | Twice                | Venceu    | [ 70 ]        |
| Korea Cable TV Association Awards                      |                                                  |                      |           |               |
| 2016                                                   | Best Singer Selected by Cable TV Music Producers | Twice                | Venceu    | [ 71 ]        |
| 2017                                                   | Artist of the Year                               | Twice                | Venceu    | [ 72 ]        |
| V Live Awards                                          |                                                  |                      |           |               |
| 2016                                                   | V Refreshing Youngster Award                     | Twice                | Venceu    | [ 73 ]        |
| 2017                                                   | Global Artist Top 10                             | Twice                | Venceu    | [ 74 ] [ 75 ] |
| 2018                                                   | Global Artist Top 10                             | Twice                | Venceu    | [ 76 ]        |
| 2019                                                   | Artist Top 10                                    | Twice                | Venceu    | [ 77 ]        |
| 2019                                                   | Best Channel – 3 million followers               | Twice                | Venceu    | [ 77 ]        |
| 2019                                                   | The Most Loved Artist                            | Twice                | Indicado  | [ 78 ] [ 79 ] |
| 2019                                                   | Global Artist Top 12                             | Twice                | Venceu    | [ 78 ] [ 79 ] |
| Yahoo! Asia Buzz Awards                                |                                                  |                      |           |               |
| 2016                                                   | Asia Popular Artist Award                        | Twice                | Indicado  |               |
| Korean Producers & Directors Association (KPDA) Awards |                                                  |                      |           |               |
| 2017                                                   | Artist of the Year                               | Twice                | Venceu    | [ 80 ]        |
| Soompi Awards                                          |                                                  |                      |           |               |
| 2017                                                   | Best Female Group                                | Twice                | Venceu    | [ 81 ]        |
| 2017                                                   | Artist of the Year                               | Twice                | Indicado  | [ 81 ]        |
| 2017                                                   | Breakout Artist                                  | Twice                | Indicado  | [ 81 ]        |
| 2017                                                   | Best Choreography                                | "Cheer Up"           | Indicado  | [ 81 ]        |
| 2017                                                   | Song of the Year                                 | "Cheer Up"           | Indicado  | [ 81 ]        |
| 2017                                                   | Fuse Music Video of the Year                     | "Cheer Up"           | Indicado  | [ 81 ]        |
| 2017                                                   | Best Stage Outfit                                | "Cheer Up"           | Indicado  | [ 81 ]        |
| 2017                                                   | Album of the Year                                | Page Two             | Indicado  | [ 81 ]        |
| 2018                                                   | Artist of the Year                               | Twice                | Indicado  | [ 82 ]        |
| 2018                                                   | Album of the Year                                | Twicecoaster: Lane 2 | Indicado  | [ 82 ]        |
| 2018                                                   | Song of the Year                                 | "Signal"             | Indicado  | [ 82 ]        |
| 2018                                                   | Best Stage Outfit                                | "Signal"             | Indicado  | [ 82 ]        |
| 2018                                                   | Best Female Group                                | Twice                | Indicado  | [ 82 ]        |
| 2018                                                   | Best Choreography                                | "Knock Knock"        | Indicado  | [ 82 ]        |
| Shibuya Note Awards                                    |                                                  |                      |           |               |
| 2018                                                   | Buzz of the Year                                 | Twice                | Indicado  | [ 83 ]        |
| Korean Ministry of Culture, Sports and Tourism         |                                                  |                      |           |               |
| 2019                                                   | Hallyu Culture Grand Prize                       | Twice                | Venceu    | [ 84 ]        |

## Outros elogios
| País          | Ano  | Honra                                   | Ref.   |
| ------------- | ---- | --------------------------------------- | ------ |
| Coreia do Sul | 2017 | Ministro da Cultura, Esportes e Turismo | [ 86 ] |

## Notes
1. ↑  As honras são dadas na Korean Popular Culture and Arts Awards, organizado pela Agência de Conteúdo Criativo da Coreia e organizado pelo Ministério da Cultura, Esportes e Turismo. Esta é uma cerimônia anual de premiação administrada pelo governo sul-coreano, realizada em 2010, com o objetivo de "homenagear aqueles que deram uma contribuição à cultura pop contemporânea e às artes, incluindo atores, cantores, comediantes e modelos".[85]